# ويل روتغين
ويل روتغين (بالألمانية: Wil Röttgen)‏ هو منتج أفلام وممثل ألماني، ولد في 20 سبتمبر 1966 ببون في ألمانيا.

## وصلات خارجية
- ويل روتغين على موقع IMDb (الإنجليزية)
- ويل روتغين على موقع ألو سيني (الفرنسية)
- ويل روتغين على موقع كينوبويسك (الروسية)